# Wilk szary
Wilk szary, wilk (Canis lupus) – gatunek drapieżnego ssaka z rodziny psowatych (Canidae), zamieszkującego lasy, równiny, tereny bagienne oraz góry Eurazji i Ameryki Północnej. Gatunek o skłonnościach terytorialnych. Zwykle terytorium zajmowane przez watahę to 100–300 km², ale wielkość ta zależy od dostępności pokarmu i terenu. Może występować współużytkowanie części terenu przez dwie konkurujące watahy. Wilk jest w stanie w dobę pokonać dystans kilkudziesięciu kilometrów. W poszukiwaniu partnerki samiec potrafi w ciągu 2 tygodni przebyć ponad 600 km.
Stada wilków liczą do 20 osobników, zwykle jednak są znacznie mniej liczne, będąc grupą rodzinną składającą się z pary rodzicielskiej, młodych i ewentualnie części wilków z poprzedniego miotu. Watahy mają ściśle określoną hierarchię wewnętrzną. Wilki mają rozwinięty system komunikowania się przy pomocy mowy ciała, odgłosów oraz przy użyciu substancji chemicznych – feromonów i własnych odchodów (znakowanie).
Żywią się głównie średniej i dużej wielkości ssakami kopytnymi (jelenie, dziki, sarny), nie gardząc mniejszymi zwierzętami czy padliną, a jeśli stado jest duże, wspólnie polują także na większe ssaki lub ich stada. W sprzyjających warunkach chętnie zjadają ryby. Przy braku pożywienia, lub w okresie wychowywania młodych, zdarza im się atakować zwierzęta hodowlane.
Dawniej wilki były szeroko rozprzestrzenione, lecz ekspansja człowieka wpłynęła na znaczne ograniczenie ich populacji. Obecnie w większości państw objęto je ochroną gatunkową. Podejmuje się próby reintrodukcji tego gatunku, na najszerszą skalę w USA, ale także w Europie.
Wilk od początku był i jest nadal obecny w ludzkiej kulturze. Na ogół w kontekście negatywnym, jako drapieżca, zabójca lub wcielone zło, wzbudzające powszechny lęk. W średniowieczu doprowadzono do wytępienia wilka w: Danii, Wielkiej Brytanii, Holandii oraz w Skandynawii. Z drugiej strony, podziwiana jest wilcza niezależność, siła i wytrwałość. Ostatnio, na skutek wzrostu świadomości ekologicznej, postrzeganie wilka ulega stopniowej poprawie. Miejsce strachu zaczyna zajmować zrozumienie jego roli w ekosystemie.

## Występowanie i środowisko
Wilk szary zamieszkuje Azję oraz północne tereny Europy i Ameryki Północnej.
Najwięcej wilków żyje w Kanadzie (50 tys.), w Rosji (30 tys.) i na terenie Alaski (5–7 tys.). W Europie najwięcej wilków występuje w Rumunii (ok. 2,3–2,7 tys.) i Hiszpanii (ok. 2 tys.). Spotykane są też one m.in. na Półwyspie Skandynawskim, Ukrainie, Słowacji i we Włoszech.
W Europie kontynentalnej według danych z lat 2010–2012 (z wyłączeniem Rosji, Białorusi i Ukrainy) żyło 12 tys. osobników. Stałą obecność stwierdzono w 28 krajach, areał stałego zasięgu wynosił 798 300 km². Dla okresu 1950–1970 szacuje się areał zasięgu na 375 100 km².
W Polsce najwięcej wilków żyje w województwach: podkarpackim, małopolskim, podlaskim, warmińsko-mazurskim; w niewielkiej, acz rosnącej liczbie występują też na terenie województw: pomorskiego, kujawsko-pomorskiego, zachodniopomorskiego, lubuskiego, dolnośląskiego, świętokrzyskiego, lubelskiego, mazowieckiego. Praktycznie nie spotyka się ich w województwach: łódzkim, opolskim, śląskim oraz na przeważającej części wielkopolskiego. Największą ostoją wilków są Karpaty i Pogórze Karpackie (194–214 osobników), następnie puszcze północno-wschodniej Polski (172–211 wilków) oraz Roztocze (72–93 osobniki). Tereny na zachód od Wisły są zasiedlane przez wilki w dużym rozproszeniu, i poza wilkami z Puszczy Noteckiej, gdzie bytuje ich kilka, nie ma tam stałej populacji tych zwierząt. Ciągle występuje też proces migracji, który powoduje, że wilki pojawiają się na terenie Polski zachodniej, jak i przechodzą z Polski na teren Niemiec. Dawniej do Polski swobodnie przechodziły wilki z obszaru Słowacji, Ukrainy czy Białorusi. Obecnie ich wędrówki są znacznie ograniczone dużymi obszarami, na których wilki wytępiono. W niewielkim stopniu migracje takie prawdopodobnie nadal zachodzą.
W okresie 1950–1970 roczną populację szacowano na 56 osobników. W latach 1998–1999 liczbę polskich wilków szacowano na 1070 osobników wilka europejskiego (Canis lupus lupus), jednak rozpoczęta w 2000 na terenie północno-wschodniej Polski, a od 2001 ogólnopolska inwentaryzacja zwierząt wykazała, iż liczba ta jest zawyżona. Z przeprowadzonych przez naukowców i leśników badań wynika, że w 2001 roku w Polsce było 463–564 wilków. Różnice szacunków wynikły z metodyki i skali badań. Wcześniej analizowano znacznie mniejsze jednostki przestrzenne, co w połączeniu z faktem, iż wilki zajmują dość znaczne terytoria, owocowało kilkakrotnym liczeniem tych samych osobników. W tych samych badaniach stwierdzono, że na zachodzie Polski populacja wilków wyraźnie maleje, co przypisuje się kłusownictwu oraz ograniczeniom w swobodnym przebywaniu większych przestrzeni spowodowanym m.in. przez drogi szybkiego ruchu czy obszary zabudowane.
Według danych Zakładu Badania Ssaków PAN, liczebność wilków w Polsce w sezonie 2006/2007 oszacowano na 384–598 osobników, a w sezonie 2008/2009 na 543–687. W 2011 populacja wynosiła 576–723 osobników. Według danych Ministerstwa Środowiska w 2013 obszar Polski zasiedlały 1122 wilki.
W 2018 oficjalne dane statystyczne podawały, że populacja wilka w Polsce liczyła około 1500 osobników (Raport PIOŚ dla Komisji EU z roku 2018 – 1900 osobników), natomiast z szacunków leśników wynikało, że może być ich nawet 2500, a dane GUS za rok 2018 – 2868 sztuk. Według danych z 2023 może to być nawet 5 tys. (dane z GUS – 5046 sztuk), co czyni Polskę, obok Rosji, Białorusi, Włoch, Ukrainy i Rumunii jednym z najbardziej „wilczych” krajów Europy.

## Ewolucja i systematyka
Ewolucja wilka jest długa i skomplikowana. Pierwotnie przyjmowano, że psy (Caninae) wywodzą się z rodzaju Tomarctus (ok. 15 mln lat temu), czyli z bocznej gałęzi podrodziny Borophaginae, której wygląd przypominał nieco nowoczesne psy właściwe. Obecnie uważa się, że był to jedynie przykład wczesnej konwergencji oddzielnych linii filogenetycznych. Nie poznano jak na razie pierwszego prawdziwego taksonu, który dał początek nowoczesnym gatunkom z podrodziny psów właściwych. Pierwszym opisanym taksonem prawdziwych psów był rodzaj Leptocyon żyjący od 34 mln do 10 mln lat temu, który dał początek rodzajowi Eucyon, a co za tym idzie, wszystkim współczesnym psowatym. Rodzaj Canis pojawił się prawdopodobnie ok. 8 mln lat temu w Ameryce Północnej.

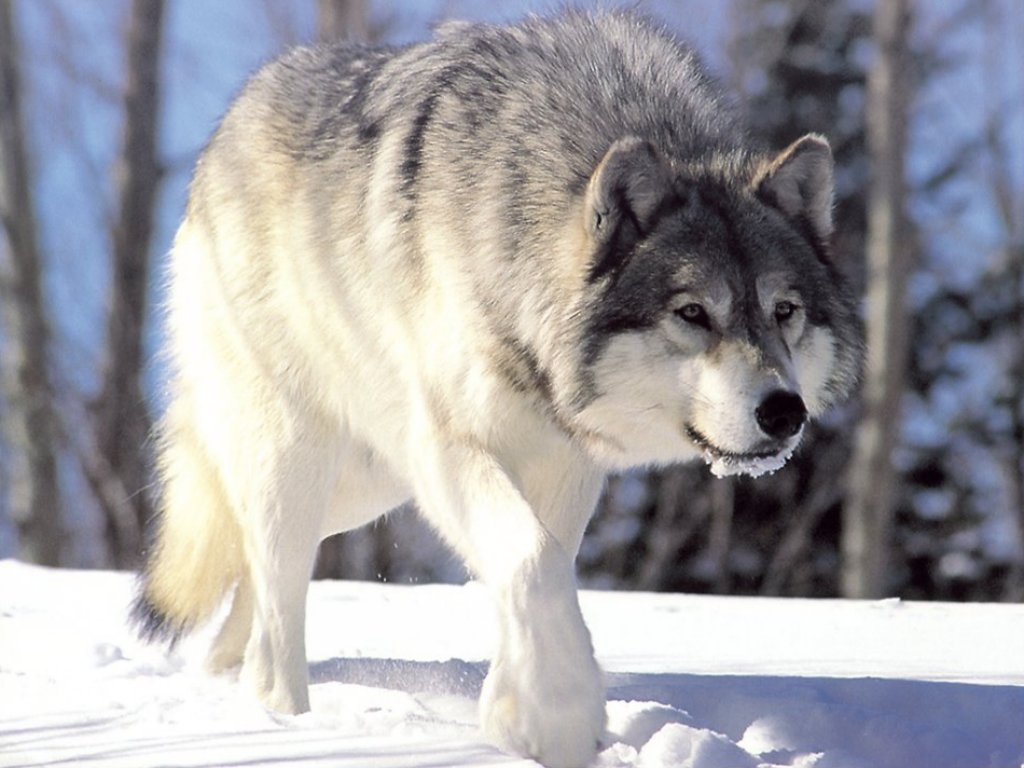
Wilk szary

Pierwszym prawdziwym przodkiem rodzaju Canis był jeden z gatunków rodzaju Eucyon żyjący w późnym miocenie (torton) ok. 8–9 mln lat temu. Gatunkiem tym był prawdopodobnie Eucyon davisi (8,4 mln lat temu), zaś pierwszym prawdziwym gatunkiem rodzaju Canis był Canis cipio żyjący ok. 8,2 mln lat temu. Około 3–4 mln lat temu pojawił się pierwszy prawdziwy przodek wilków (podrodzaj lupus) – Canis donnezani. Dał on początek nowej linii psowatych do której należą: wilki szare (wilki naturalne, psy domowe i dingo), kojoty, wilki czerwone i etiopskie (kaberu).

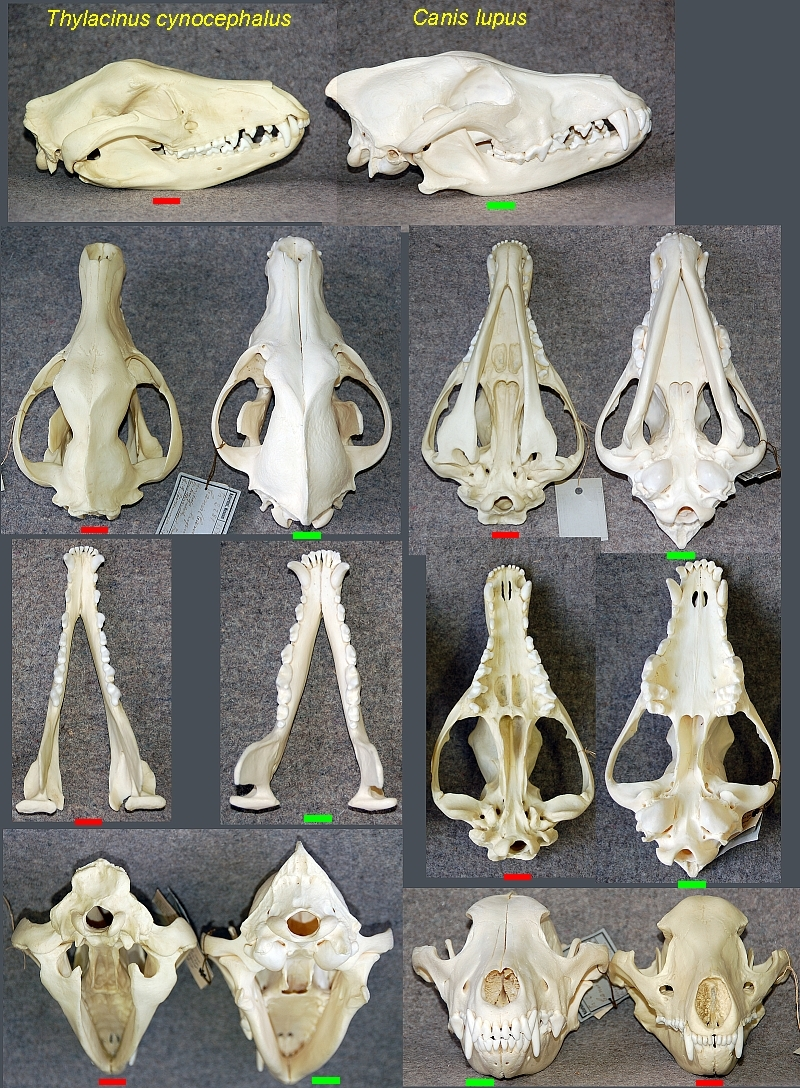
Porównanie czaszek wilka tasmańskiego i wilka szarego

Prawdopodobnie pierwszym prawdziwym wilkiem był Canis edwardii żyjący ok. 2 mln lat temu, ten gatunek przyczynił się do powstania wszystkich obecnie żyjących gatunków wilków. W Eurazji dał początek wilkowi szaremu, a w Ameryce Północnej wilkowi czerwonemu i kojotowi. W Ameryce Południowej potomek Canis edwardii – wilk Canis ambrusteri wyewoluował do wilka strasznego. Z Eurazji wilk szary migrował podczas jednego ze zlodowaceń ok. 750 tys. lat temu do Ameryki Północnej, a ok. 100 tys. lat temu Canis dirus (nazywany wilkiem strasznym) z Ameryki Południowej powiększając faunę psowatych na kontynencie północnoamerykańskim. Około 100 tys. lat temu jeden z nieznanych krewnych wilka szarego w Afryce (Etiopia) dał początek najmłodszemu gatunkowi wilka, czyli kaberu.
Wiele wilków nie przetrwało epoki lodowcowej, były wśród nich także Canis dirus, Canis neghringi, Canis arnensis (jego potomkiem jest współcześnie wymarły pies z Sardynii), Canis gezi czy Canis ameghinoi. Ostatnio znaleziono miejsce (wyżyna Ozark), gdzie wilk straszny, jako relikt epoki lodowcowej, przetrwał jeszcze 8 tys. lat.
Wilk szary jest przedstawicielem podrodziny psów właściwych (Caninae), plemienia Canini, rodzaju Canis. Jego najbliższymi współczesnymi krewnymi są; kaberu, wilk czerwony oraz kojot i szakal złocisty. Osobną linię rodzaju Canis stanowią inne szakale.
Wilk tasmański (workowaty) mimo wielu podobieństw nie jest spokrewniony z rodziną psowatych.

### Etymologia
- Canis: łac. canis „pies”[23],
- lupus: łac. lupus „wilk”[24],
- albus: łac. albus „biały”[25].

### Skamieniałości wilka na terenie Polski
Na terenie Polski kopalne szczątki przodków współcześnie występującego wilka znaleziono w okolicach Wyżyny Krakowsko-Częstochowskiej, Sudetów, Tatr i na Rzeszowszczyźnie, gdzie znajdowano je w osadach plejstoceńskich wraz z różnymi śladami życia i bytności tam człowieka. Podobnym znaleziskiem mogą pochwalić się wczesnośredniowieczne stanowiska archeologiczne Gniezna, Gdańska i Opola.

## Charakterystyka

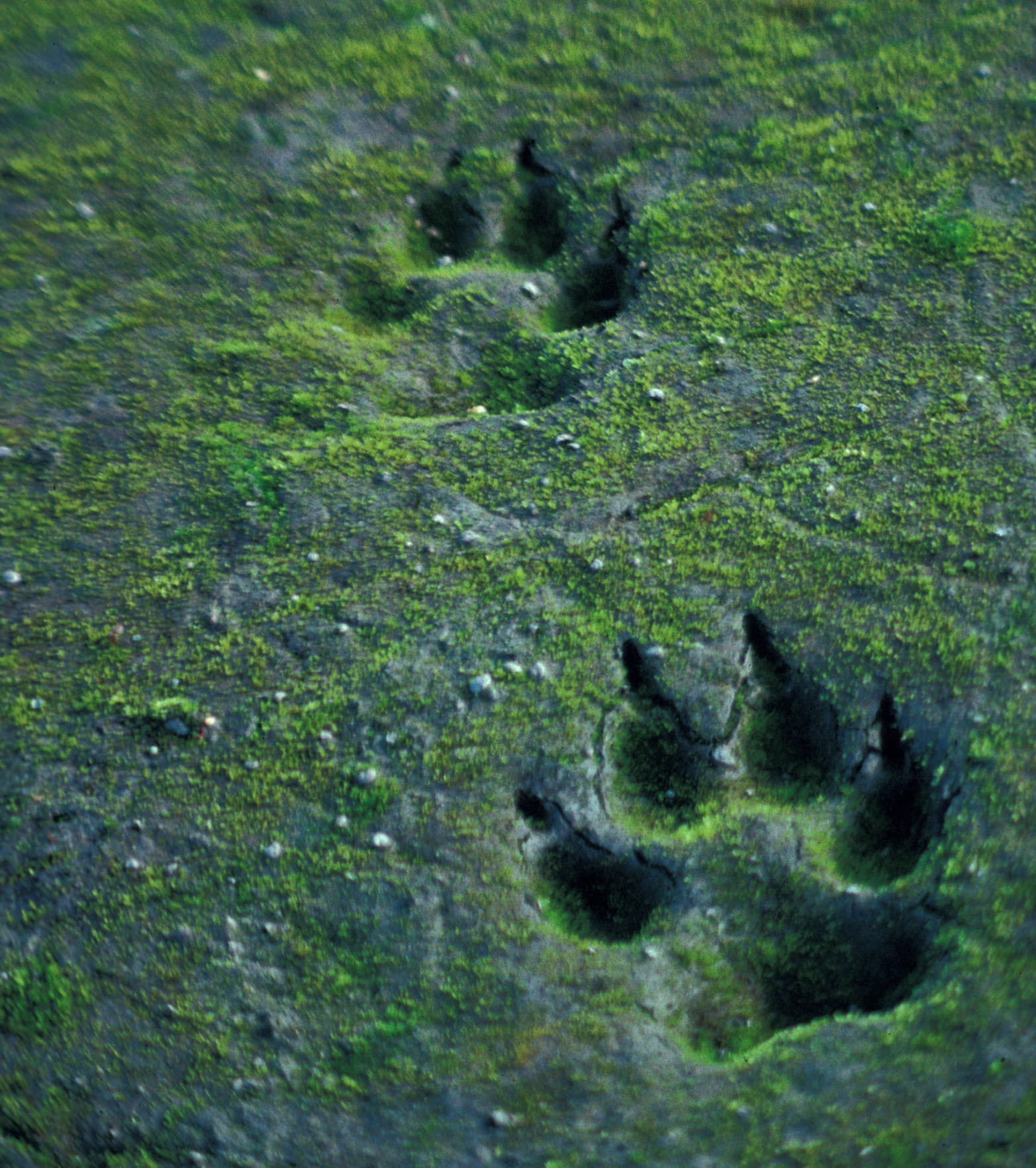
Trop wilka

Samce wilków (basiory) są większe od samic (wadery) o ok. 20–25%. Długość ciała dorosłego wilka wynosi przeciętnie 100–130 cm, nie licząc ogona.
Średnia długość ogona (30–50 cm) to ok. 1/3 długości ciała zwierzęcia. Na grzbietowej części ogona (8–10 cm od jego nasady) znajduje się niebieskoczarny gruczoł nadogonowy, tak zwany fiołkowy, którego znaczenie nie jest jeszcze do końca wyjaśnione.
Wielkość
- Wysokość w kłębie: samiec 70–85 cm (niekiedy do 90 cm[26]), samica 60–75 cm,
- Długość ciała: przeciętnie 100–130 cm; niekiedy do 160 cm[9],
- Długość ogona: 30–50 cm[9],
- Masa ciała: samiec 45–60 kg (wyjątkowo do 75 kg[9]), samica 30–50 kg.

Długość wilczego tropu wynosi 10–13,7 cm, przy szerokości 8–9 cm. Przednie nogi są wbite w stosunkowo wysoką i wąską klatkę piersiową. Łokcie skierowane są do wewnątrz, a stopy na zewnątrz, co daje możliwość stawiania nóg leżących po tej samej stronie ciała w jednej linii. Wymiary tylnej łapy są o 1–2 cm mniejsze.
Pokrywa włosowa składa się z dwóch rodzajów włosów: długich i sztywnych włosów prowadzących, zapewniających odprowadzenie wody oraz podszerstka zapewniającego izolację termiczną. Pasmo długich włosów, osiągające nawet 17 cm, przebiegające od karku po barki, tworzy tzw. „grzywę”, którą wilk stroszy, chcąc okazać swą złość lub w momencie pobudzenia. Wilki posiadają włosy o różnej barwie – od prawie czarnych poprzez szare, brązowe aż do białych.

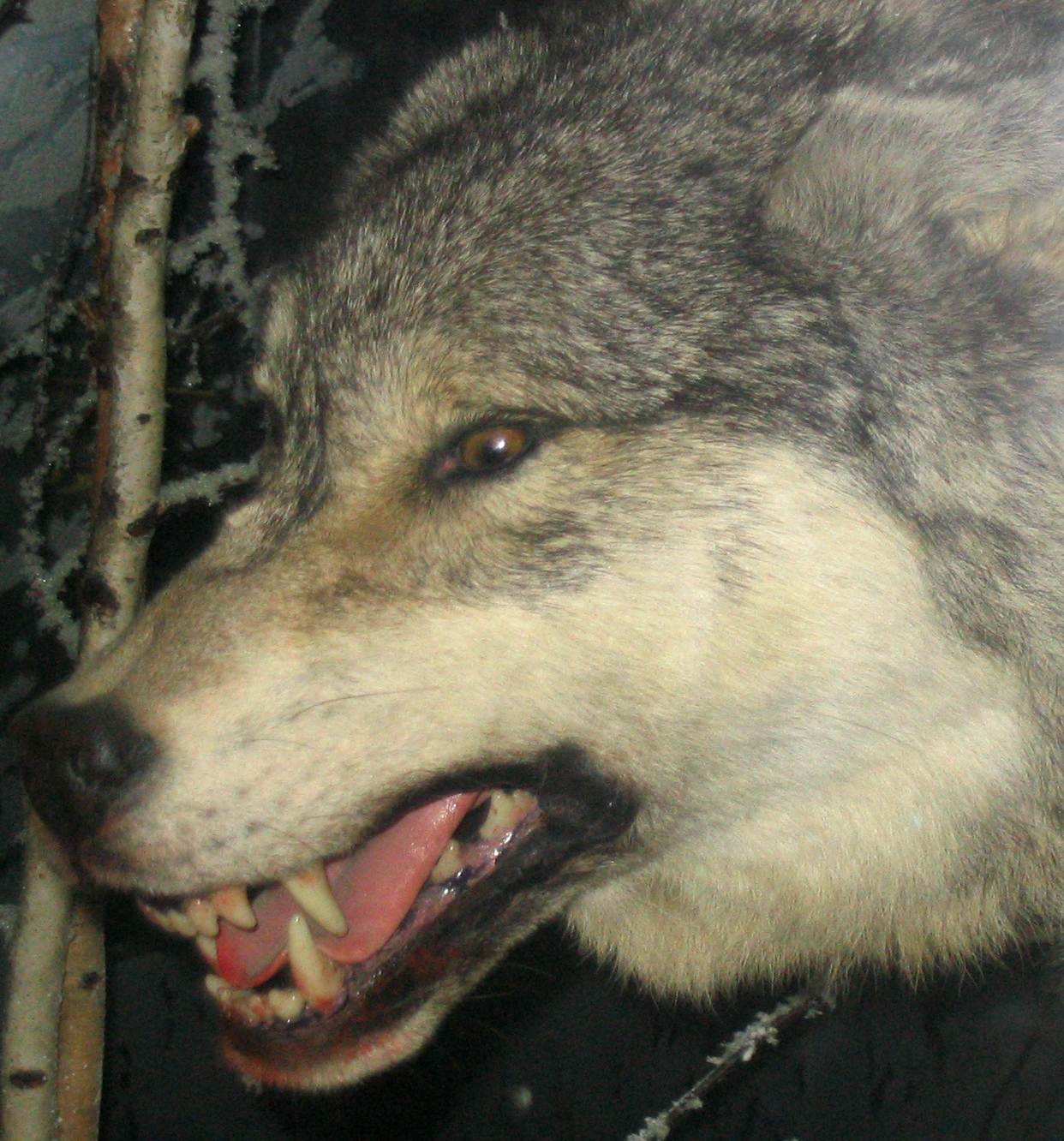
Demonstracja uzębienia

Dorosły wilk ma 42 zęby, których długość dochodzi do 27 mm (całkowita długość kłów dochodzi nawet do 57 mm). Wzór zębowy dorosłego osobnika to 3I+1C+4P+2M w każdej połówce szczęki i 3I+1C+4P+3M w każdej połówce żuchwy. Młody wilk ma 28 zębów mlecznych w układzie 3-1-3. Nacisk szczęki dorosłego wilka może wynosić do 15 kg/cm². Po ukończeniu 10 roku życia następuje powolne ścieranie się kłów i pojawiają się trudności w pobieraniu pokarmu, co w połączeniu z uszkodzeniami nabytymi w walkach może po pewnym czasie prowadzić do śmierci głodowej zwierzęcia.
Przełyk ma bardzo rozciągliwe ściany, co pozwala na połykanie nawet dużych kawałków mięsa. Żołądek o pojemności około 9 litrów jest bardzo duży w stosunku do rozmiarów ciała zwierzęcia.
Długość życia to w warunkach naturalnych od 12 do 16 lat, w niewoli do 20 lat. Wilki uzyskują płodność zwykle w 2–3 roku życia (chociaż znane są przypadki wcześniejszego pojawienia się cieczki – nawet w 1 roku życia) i długo mogą pozostawać płodne (do 10 roku życia, a nawet później w przypadku samców). Ruja występuje raz do roku, zwykle pod koniec zimy (luty, marzec). Rozmnażają się rodzice rodziny. Ciąża trwa 60–65 dni. Wadery rodzą (szczenią się) w norach, wykrotach lub na ziemi, w dobrze osłoniętych legowiskach. W jednym miocie zwykle rodzi się od 4 do 7 wilcząt, ale zdarzają się mioty liczące do 12 szczeniąt. Młode rodzą się ślepe i wymagają utrzymywania stałej temperatury otoczenia. Wilki otwierają oczy po 12–15 dniach. W pierwszym okresie życia matka karmi je własnym mlekiem, nie opuszczając w tym czasie legowiska. Zaopatrzeniem rodziny w pokarm zajmuje się samiec. Później młode karmione są przez całe stado wstępnie przeżutym i nadtrawionym pokarmem. W ciągu kilku pierwszych miesięcy następuje najszybszy rozwój masy ciała. Młode zaczynają polować z rodzicami po zmianie uzębienia. Śmiertelność podczas pierwszego roku życia wynosi od 50 do 85%.
Wilk jest wytrawnym wędrowcem. Może przebyć 40–70 km (średnio 20 km) dziennie, ale znane są przypadki, gdy zwierzę w ciągu doby przebyło 160 km. Przez krótki czas (do 5 minut) może utrzymać prędkość do 60 km/h, choć zwykle porusza się z prędkością ok. 8 km/h.

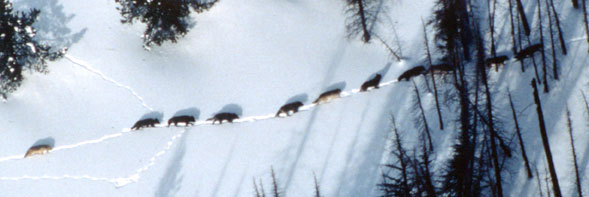
Sznurowanie

Poruszają się stępem, kłusem i galopem. Wataha idąca truchtem (chód pośredni między stępem a kłusem) pozostawia z reguły jeden ślad, gdyż poszczególne osobniki stąpają trop w trop (tzw. sznurowanie).
Aktywność wilków zależy od wielu czynników (baza pokarmowa, antropopresja, cykl świetlny, pora roku, temperatura), lecz zwykle wzmaga się w okresie porannym i wieczornym.

## Środowisko i zachowanie
Wilk występuje w lasach, na równinach, pustyniach, w terenach górskich i bagiennych. Jest gatunkiem terytorialnym. Wyznacza rewir, do którego nie dopuszcza osobników nie należących do watahy. W głębi rewiru, w miejscu najbardziej niedostępnym, urządza legowisko. Jest drapieżnikiem i do swojego życia potrzebuje średnio ok. 1,3 kg mięsa (wraz z kośćmi i skórą) dziennie. W naturze żywi się drobnymi zwierzętami (gryzonie, zające, borsuki, ptaki, bezkręgowce), ale także – o ile warunki i liczebność stada na to pozwalają – dużymi zwierzętami kopytnymi. Najczęściej poluje na jelenie, nieco rzadziej wybiera sarny, dziki i łosie. W normalnych warunkach duży wilk z ras północnych może zjeść jednorazowo do 10 kg, jednak jest to zwykle związane z wcześniejszą, kilkudniową głodówką. Uzupełnieniem jego diety są owoce i runo leśne. Ich system pokarmowy jest dopasowany do diety mięsnej i różni się od tego, który mają psy domowe (nieco krótszy przewód pokarmowy, wyższa kwasowość, wyższa efektywność trawienia).
Główne składniki diety zależą od bazy pokarmowej. Wilki dość elastycznie dostosowują się do dostępnych pokarmów, jednak ich wymogi energetyczne wymuszają polowanie na duże ssaki; chociaż np. zdrowe żubry czy bizony nie są zagrożone. Także w przypadku innych zwierząt (np. łosie czy jelenie), zdrowe zwierzęta zostają zabite czy też poważnie ranne tylko w wyniku 5% ataku wilków. Pozostałe ataki kończą się rezygnacją lub wręcz odniesieniem ran przez wilka. Wilk jako drapieżnik prowadzi więc selekcję i usuwa z populacji głównie osobniki chore, słabe albo mało doświadczone, niechronione przez grupę osobników starszych.

## Znaczenie wilków w przyrodzie
Wilki odgrywają rolę selekcjonera liczebności dużych ssaków roślinożernych, takich jak sarny i jelenie – które bez redukcji ze strony wilków w znaczny sposób niszczyłyby uprawy leśne oraz uprawy rolne.
Wilki, mimo że są w stanie zabić osobniki zdrowe i w sile wieku, generalnie wybierają na swoją ofiarę osobniki starsze, młode (do 1 roku życia), słabe i chore, tym samym podnoszą średnią kondycję w populacji ofiar, zwaną też „zdrowotnością”.

## Zachowania stadne
Określenia „wataha” czy „stado” nie oddają dokładnie natury terytorialnych grup wilków. Lepszymi terminami są „grupa rodzinna” lub „rodzina”, uwzględniające pokrewieństwo między jej członkami, co jest podobne do określenia rodzin bobrów. Niepoprawne są również terminy „para alfa”, „samica alfa” czy „samiec alfa”, gdyż odpowiedzialne za grupę wilków są rodzice lub para rodzicielska. Wilcze rodziny żyjące na wolności nie angażują się w bezwzględną walkę o przywództwo czy możliwość rozmnażania, ponieważ para rodzicielska naturalnie kieruje aktywnością wilczej rodziny. Tworzą oni grupę na podstawie doświadczenia, umiejętności łowieckich i rodzicielstwa. Błędne przekonania na temat budowania statusu w grupie rodzinnej w oparciu o przemoc i agresję pochodzą z badań dwóch niepowiązanych genetycznie grup wilków w zoo w Bazylei, opisanych przez Rudolfa Schenkela w 1947 roku. Te błędne pojęcia zostały rozpowszechnione przez amerykańskiego naukowca, dr. L. Davida Mecha, w jego monografii „Wolf” z 1970 roku, opierając się na badaniach Schenkela. Te terminy szybko stały się popularne w różnych dziedzinach, ale późniejsze badania dr. Mecha na wyspie Ellesmere Island ujawniły ich błędność. Jego odkrycia zostały potwierdzone przez badania genetyczne wilków, a dr. Mech od ponad 20 lat stara się obalić ten mit. Podkreśla on relacje w wilczych rodzinach, zwracając uwagę na rolę wilczej matki i ojca.

## Znakowanie terenu
Wilki, tak jak psy, znakują swoje terytorium, by ostrzec inne osobniki przed wejściem na teren watahy. Szczególnie silnie oznaczane są miejsca ukrycia pożywienia i zdobycz. Najczęściej znaki wykonuje para alfa, samce częściej niż samice. Zazwyczaj do tego celu stosowany jest mocz i kał. Znaki służą także do nawigacji, informując watahę o tym, jak dawno była w danej części swego terenu, a poszczególne osobniki o miejscu pobytu innych członków stada.
Wilki posiadają gruczoły zapachowe na całym ciele: u nasady ogona, na genitaliach, między zębami, przy oczach i na skórze. Feromony wytwarzane przez te gruczoły identyfikują konkretnego osobnika. Dominant ociera się o pozostałych członków watahy, by wytworzyć charakterystyczny zapach stada.
Wilki mogą odczytać sygnały zapachowe (rozpoznać i ocenić osobnika, który go zostawił) z dużej odległości dzięki znakomicie rozwiniętemu zmysłowi węchu.

## Wilcze odgłosy
Wilki używają do porozumiewania się między sobą różnych sygnałów dźwiękowych: wycia, szczekania, warczenia, skomlenia i pisków.
Szczekanie używane jest do ostrzeżenia obcych osobników, że zbliżyły się za bardzo do nory lub zdobyczy. Warczenie, tak jak u psów, jest oznaką agresji. Wilki skomlą, okazując uległość lub prosząc o coś (np. o dostęp do jedzenia). Piski towarzyszą wilczej zabawie.

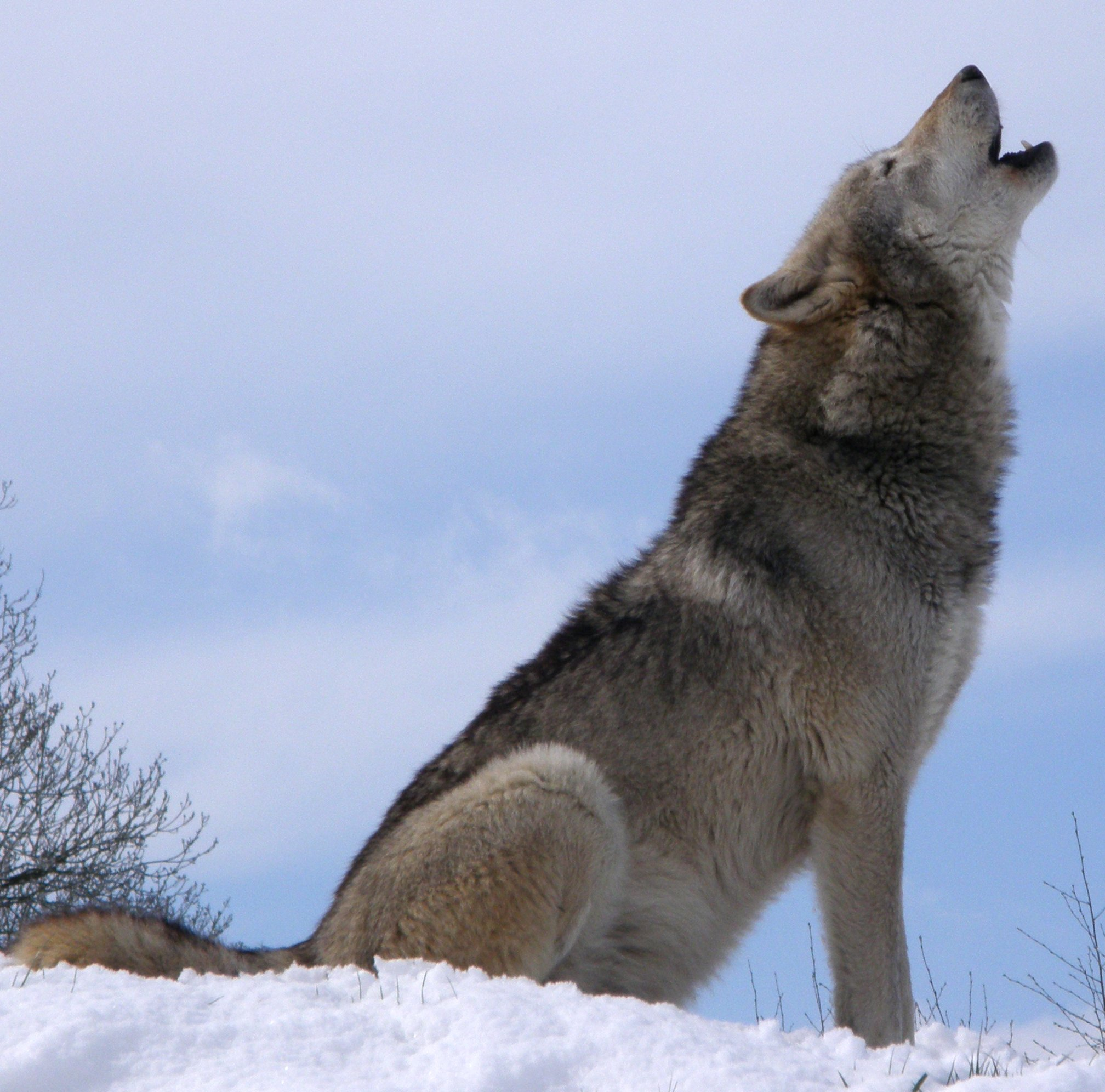
Wilk wyjący na szczycie ośnieżonego wzniesienia

Wycie służy do komunikacji między osobnikami i zacieśnianiu więzów grupy. Wilki wyją, by oznajmić innym swoje położenie, kończą w ten sposób udane polowanie lub odstraszają intruza. W czasie wycia panuje przyjazne nastawienie, także wobec przedstawicieli innych gatunków. Wilki wyją zazwyczaj wieczorem i wcześnie rano. Dźwięk jest jednostajny, trwający od kilku do kilkunastu sekund, często powtarzany (sesja może trwać do 2 minut).
Wycie stada zaczyna się od pojedynczego głosu samca, po czym dołączają do niego kolejne osobniki. Wycie szczeniąt przypomina raczej skomlenie i skowyt. Wycie słychać zazwyczaj z odległości 2–3 km.
Wilcze szczekanie różni się znacznie od dźwięku wydawanego przez psy. Jest cichsze, monosylabowe, przypominające nieco dźwięk „wuff”. Wilki chowane wśród psów z czasem zaczynają szczekać w taki sam sposób, jak ich udomowieni krewniacy.
- Wycie wilkaⓘ

### Język ciała
Wilki do komunikowania się używają także języka ciała opartego na subtelnych znakach i sygnałach.
- Dominacja – dominujący wilk stoi na sztywnych nogach. Ogon jest wyprostowany i uniesiony. Uszy postawione, sierść nieco nastroszona. Często patrzy prosto w oczy innym wilkom lub wspina się na nie.
- Poddaństwo (aktywne) – całe ciało „obniżone”, wygięte w łuk, wargi i uszy opuszczone, poddany wilk liże pysk dominanta szybkimi ruchami języka z opuszczonym zadem. Ogon położony nisko, często podwinięty między tylne łapy.
- Poddaństwo (pasywne) – wilk kładzie się na grzbiecie odsłaniając delikatny brzuch i gardło. Łapy skierowane do ciała. Zwierzę często skomle.
- Złość – uszy postawione, futro zjeżone. Uniesione wargi ukazują zęby. Grzbiet może być wygięty, zwierzę warczy.
- Strach – uszy przylegają do głowy, ogon między nogami. Wilk kuli się. Może skomleć lub szczekać.
- Obrona – ciało przy ziemi, uszy położone.
- Atak – futro zjeżone. Wilk warczy i przykuca.
- Zrelaksowanie – uszy położone, wilk wypoczywa leżąc na brzuchu lub boku. Może machać ogonem.
- Napięcie – ogon nieruchomy, położony, wilk może przykucnąć.
- Zadowolenie – energiczne machanie ogonem, język może zwisać z pyska.
- Polowanie – wilk jest spięty, ale jego ogon prosty, w jednej linii z ciałem.
- Zabawa – machanie ogonem, wilk jest ruchliwy, skacze, biega. Często opuszcza przednią część ciała na sztywnych łapach.

## Polowanie

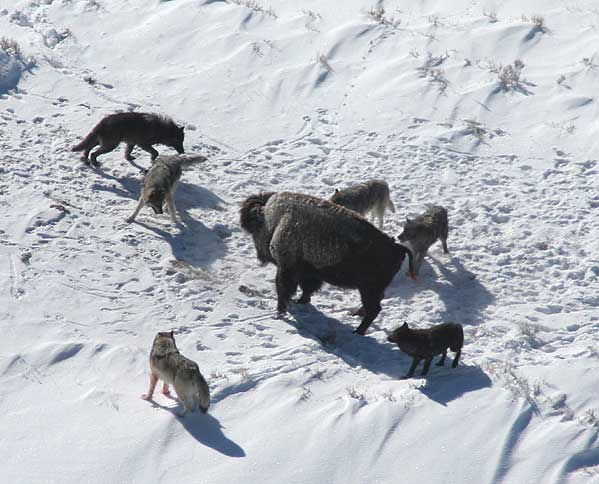

Polowanie parami lub watahami rozpoczyna się zwykle o zmierzchu i może trwać całą noc. Watahy stosują rozmaite techniki polowań, w zależności od terenu i rodzaju ofiary, wszystkie jednak opierają się na tym samym schemacie:
1. Wilki tropiciele lokalizują zdobycz i donoszą o tym stadu.
2. Wilki naganiacze płoszą obserwowane stado. Następnie 2–3 osobniki wybierają ofiarę i zaganiają w kierunku reszty watahy.
3. Wataha zastępuje drogę zmęczonemu zwierzęciu i atakiem kończy polowanie.

### Atakowanie zwierząt hodowlanych
Dopóki jest wystarczająco dużo zwierzyny łownej, wilki zdają się unikać atakowania trzód, kompletnie je ignorując. Jednak niektóre wilki i wilcze watahy mogą się wyspecjalizować w atakowaniu słabo zabezpieczonych hodowli, jeśli się tego wyuczą, pomimo powszechności zwierzyny dzikiej. Jak wynika z badań prof. Simony Kossak, sytuacja ta dotyczy 10% polskich watah. W takich sytuacjach zazwyczaj najbardziej zagrożone są owce, ale konie i bydło również nie są bezpieczne. Specjalne ogrodzenia, pastuchy elektryczne, wywieszenie fladr, psy strażnicze i relokacja wilków są jedynymi metodami skutecznego przeciwdziałania. Natomiast wbrew powszechnej opinii odstrzał wilków może zwiększyć poziom zagrożenia dla zwierząt hodowlanych. Dzieje się tak, gdyż w przypadku rozbicia struktury watahy wilkom trudniej polować na dziką zwierzynę.
Przez kilka stuleci pasterze i hodowcy psów stosowali hodowlę selektywną, by uzyskać duże psy, które by skutecznie broniły stad przed drapieżnikami. W Stanach Zjednoczonych z powodu ponownego zasiedlenia pewnych obszarów przez wilki i inne duże drapieżniki, amerykański Departament Rolnictwa interesował się takimi rasami, jak akbash dog, maremma czy kuvasz, aby pomóc ograniczać przypadki atakowania stad przez wilki.

## Podgatunki
W obrębie gatunku wyróżnia się ponad 30 podgatunków:
| Nazwa                                         | Zasięg                                                          | Status IUCN | Szacowana liczebność | Wygląd |
| --------------------------------------------- | --------------------------------------------------------------- | ----------- | -------------------- | ------ |
| wilk syberyjski (C. l. albus)                 | Finlandia, Rosja                                                | NT          |                      |        |
| wilk alaskański (C. l. alces)                 | Półwysep Kenai                                                  | EX          | 0 (†1925 lub 1955)   |        |
| wilk arabski (C. l. arabs)                    | Izrael, Oman, Jemen, Jordania, Arabia Saudyjska                 | EN          |                      |        |
| wilk polarny (C.l. arctos)                    | Kanada                                                          |             |                      |        |
| wilk meksykański (C. l. baileyi)              | Stany Zjednoczone, Meksyk                                       |             |                      |        |
| wilk nowofunladzki (C. l. beothucus)          | Nowa Fundlandia                                                 | EX          | 0 (†1911)            |        |
| wilk pręgogrzbiety (C. l. bernardi)           | Wyspa Banksa, Wyspa Wiktorii                                    | EX          | 0 (†1952)            |        |
| wilk stepowy (C. l. campestris)               | Europa, Azja                                                    |             |                      |        |
| wilk tybetański (C. l. chanco)                |                                                                 | VU          |                      |        |
| C. l. columbianus                             | Kanada                                                          |             |                      |        |
| wilk pacyficzny (C. l. crassodon)             | Kanada                                                          | LC          |                      |        |
| pies domowy (C. l. familiaris)                | forma udomowiona                                                |             |                      |        |
| wilk florydzki (C. l. floridanus)             | Stany Zjednoczone                                               |             |                      |        |
| wilk cynamonowy (C. l. fuscus)                | Stany Zjednoczone                                               | EX          | 0 (†1940)            |        |
| wilk płowy (C. l. gregoryi)                   |                                                                 | CR          |                      |        |
| wilk manitobański (C. l. griseoalbus)         | Kanada                                                          |             | 0                    |        |
| wilk samurajski (C. l. hattai)                | wyspa Hokkaido                                                  | EX          | 0 (†1889)            |        |
| wilk japoński (C. l. hodophilax)              | Japonia                                                         | EX          | 0 (†1905)            |        |
| wilk zatokowy (C. l. hudsonicus)              | Kanada                                                          |             |                      |        |
| wilk jasny (C. l. irremotus)                  | Kanada                                                          |             |                      |        |
| wilk apeniński (C. l. italicus)               | Włochy, Szwajcaria                                              | VU          |                      |        |
| wilk labradorski (C. l. labradorius)          | Kanada                                                          |             |                      |        |
| wilk wyspowy (C. l. ligoni)                   | Alaska                                                          |             |                      |        |
| wilk egipski (C. l. lupaster)                 | Egipt, Etiopia                                                  |             |                      |        |
| wilk europejski (C. l. lupus)                 | Europa (w tym Finlandia, Szwecja, Norwegia), Azja               | LC          |                      |        |
| wilk algonkiński (C. l. lycaon)               | Stany Zjednoczone, Kanada                                       |             |                      |        |
| wilk inuicki (C. l. mackenzii)                | Kanada                                                          |             |                      |        |
| wilk mały (C. l. manningi)                    | Ziemia Baffina                                                  |             |                      |        |
| wilk arizoński (C. l. mogollonensis)          | Stany Zjednoczone                                               |             | 0                    |        |
| wilk teksaski (C. l. monstrabilis)            | Stany Zjednoczone, Meksyk                                       | EX          | 0                    |        |
| wilk leśny (C. l. nubilus)                    | Stany Zjednoczone, Kanada                                       |             |                      |        |
| wilk kanadyjski (C. l. occidentalis)          | Kanada, Alaska                                                  |             |                      |        |
| wilk grenlandzki (C. l. orion)                | Grenlandia                                                      |             |                      |        |
| wilk perski (C. l. pallipes)                  | Izrael, Półwysep Arabski, Pakistan                              | EN          |                      |        |
| wilk jukoński (C. l. pambasileus)             | Alaska                                                          |             |                      |        |
| wilk iberyjski (C. l. signatus)               | Półwysep Iberyjski                                              | VU          |                      |        |
| wilk tundrowy (C. l. tundrarum)               | Alaska                                                          |             |                      |        |
| wilk duży (C. l. youngi)                      | Stany Zjednoczone                                               | EX          | 0 (†1935)            |        |
| † wilk jaskiniowy (C. l. spelaeus)            | Europa                                                          |             | 0                    |        |
| podgatunki o niepewnej pozycji taksonomicznej |                                                                 |             |                      |        |
| wilk tybetański (C. l. laniger)               | Tybet, Indie, Bhutan, Nepal, Chiny, Mandżuria i Mongolia, Rosja |             |                      |        |
| wilk rosyjski (C. l. communis)                | Rosja                                                           |             |                      |        |
| wilk kaspijski (C. l. cubanensis)             | Rosja, Azerbejdżan                                              |             |                      |        |
| wilk trzcinowy (C. l. minor)                  | Austria i Węgry                                                 |             | 0 (†1950)            |        |

Formy domestykacji wilka:
- pies domowy (C. (l.) familiaris) – udomowiona forma pochodząca od kilku podgatunków wilka.
- dingo australijski (C. l. dingo) – zdziczała, australijska forma psa domowego. Traktowany jako odrębny gatunek. Dingo przybył na kontynent australijski 3,5 tys. lat temu za pośrednictwem osadników z Azji Południowo-Wschodniej. Obecnie jest głównym ssakiem drapieżnym Australii. Podobnie jak inne pariasy pochodzi od wilka indyjskiego.
- śpiewający pies z Nowej Gwinei (C. l. hallstromi) – jedna z pierwotnych ras psów, które zostały przywiezione na Nową Gwineę około 6 tys. lat temu. Poprzez izolację stały się nie tylko najbardziej odrębną i pierwotną rasą psa (z punktu widzenia genetyki nie jest nawet psem domowym), ale i jednym z bardziej unikatowych, a zarazem oryginalnych podgatunków wilka.

## Wilki a psy
Z tej samej co wilk odnogi ewolucyjnej pochodzi także pies domowy (Canis familiaris; poprawna nazwa to Canis lupus f. familiaris). Wilki dały genetyczny początek wszystkim psom. Udomowienie nastąpiło prawdopodobnie pomiędzy 15 000 a 8000 p.n.e. na terenie Azji.
Cechami wyróżniającymi od psów są m.in.:
- szersza głowa z szerokim czołem,
- czaszka z grzebieniem strzałkowym zewnętrznym,
- mocno wysklepione łuki jarzmowe,
- mocna żuchwa,
- zaokrąglone i krótsze stojące uszy,
- skośnie osadzone oczy,
- większy mózg,
- dłuższe nogi (w stosunku do wielkości ciała),
- szersze łapy,
- wąska klatka piersiowa,
- gruczoł fiołkowy,
- charakterystyczne (choć osobniczo zmienne) umaszczenie.

Wyjątkiem jest wilczak czechosłowacki (słow. československý vlčiak), który powstał w wyniku skrzyżowania owczarka niemieckiego z wilkiem europejskim. Posiada on wszystkie cechy typowe dla wilków.

## Krzyżówka wilka i psa (wilczak, wolfdog)
Wilk i pies mają tak dużo wspólnego materiału genetycznego, że mogą się bez problemu krzyżować. Krzyżówki takie powstają w warunkach naturalnych pomiędzy wilkami i zdziczałymi psami (głównie w przypadku rozbicia watah i braku możliwości prokreacji w ramach gatunku) oraz w hodowlach – aranżowane przez człowieka. W wyniku naturalnego krzyżowania się z psami u wilków powstała ciemna okrywa włosowa. Nie została wyeliminowana przez dobór naturalny, lecz częstotliwość jej występowania stale rośnie. Prawdopodobnie ma to związek ze zmniejszaniem się habitatu arktycznego, co spowodowane jest ocieplaniem się klimatu. Drapieżniki o jasnym umaszczeniu występują rzadko poza obszarem tundry, ponieważ ich futro nie zapewnia im tam kamuflażu.
Powstałe hybrydy wilka i psa (zwłaszcza w pierwszym pokoleniu F1) cechują się wysoką potrzebą dominacji, terytorializmem i chęcią do polowań. Trzymane w domach, stanowią duże zagrożenie dla ludzi, którzy hodują je niewłaściwie. Źle hodowane mogą wziąć małe zwierzęta lub nawet dzieci za potencjalną ofiarę, a dorosłych ludzi i inne psy potraktować jako konkurentów. Są to psy z charakterem i mają duże wymagania względem właściciela i otoczenia. Półwilki bywają też hodowane dla potrzeb rynku nielegalnych psich walk.
W wyniku długotrwałej selekcji pod względem zachowań udało się wyhodować kilka populacji (ras) wilczaków o cechach użytkowych (np. Saarlooswolfhond, wilczak czechosłowacki).
Niektóre rasy – jak na przykład wilczak czechosłowacki – były hodowane na potrzeby wojska jako psy patrolujące granice czy chroniące obiekty. Nie sprawdziły się jednak w tej roli z uwagi na występującą w tej rasie ekstremalnie silną więź z opiekunem, co przy częstej rotacji kadr w wojsku zmuszało do rozpoczynania szkolenia niemalże od nowa.

## Znaczenie historyczne
Relacje między wilkami a ludźmi miały bardzo burzliwą historię. Tradycyjnie ludzie postrzegali wilki negatywnie, bali się ich. Wiadomo dziś, że ten sposób postrzegania był kompletnie niezasłużony. Folklor europejski pogarszał ten negatywny obraz, który został przywieziony do Ameryki Północnej wraz z europejskimi imigrantami. Krótko mówiąc, wilk szary, który występuje w każdym ekosystemie na każdym kontynencie na półkuli północnej, był jednym z pierwszych gatunków, który odchodził, gdy znacząca populacja ludzi osiedlała się na danym terenie. Wraz z rozwojem technologii umożliwiających łatwiejsze zabijanie wilków i innych drapieżników, prosta kontrola populacji uchroniła je przed kompletnym wytrzebieniem.
Pomimo to wilki są ukazywane w pozytywnym świetle przez niektóre mity i legendy, a w wielu językach istnieją imiona znaczące „wilk”.
Z historycznego punktu widzenia, nieuzasadniony strach przed wilkami był odpowiedzialny za większość problemów, z jakimi ten gatunek się spotkał, włączając w to prawie całkowite wyginięcie na skutek polowań w Stanach Zjednoczonych i Europie mających miejsce przed XX wiekiem. Jednak badania ekologiczne przeprowadzone w XX w. rzuciły nowe światło na wilki i inne drapieżniki, szczególnie jeśli chodzi o ich rolę w zachowaniu równowagi w ekosystemie, do którego należą. W wyniku tych i innych istotnych czynników, wilki zaczęły być postrzegane w znacznie bardziej pozytywny sposób.
Ogólna świadomość środowiska, która ma swoje korzenie w połowie XX w., zmusiła ludzi do zmiany swoich dotychczasowych wyobrażeń, włączając w to te dotyczące drapieżników. W Ameryce Północnej ludzie zrozumieli, że w czasie ostatnich ponad 20 lat nie było potwierdzonych przypadków zgonów spowodowanych przez atak zdrowego wilka. Wilki są z natury ostrożne i uciekają od ludzi, tylko czasami zbliżając się do człowieka z ciekawości. Mimo że ogólne nastawienie zmieniło się, wciąż jest wiele osób mających bardziej ostrożne poglądy na temat wilków.

## Status prawny i ochrona

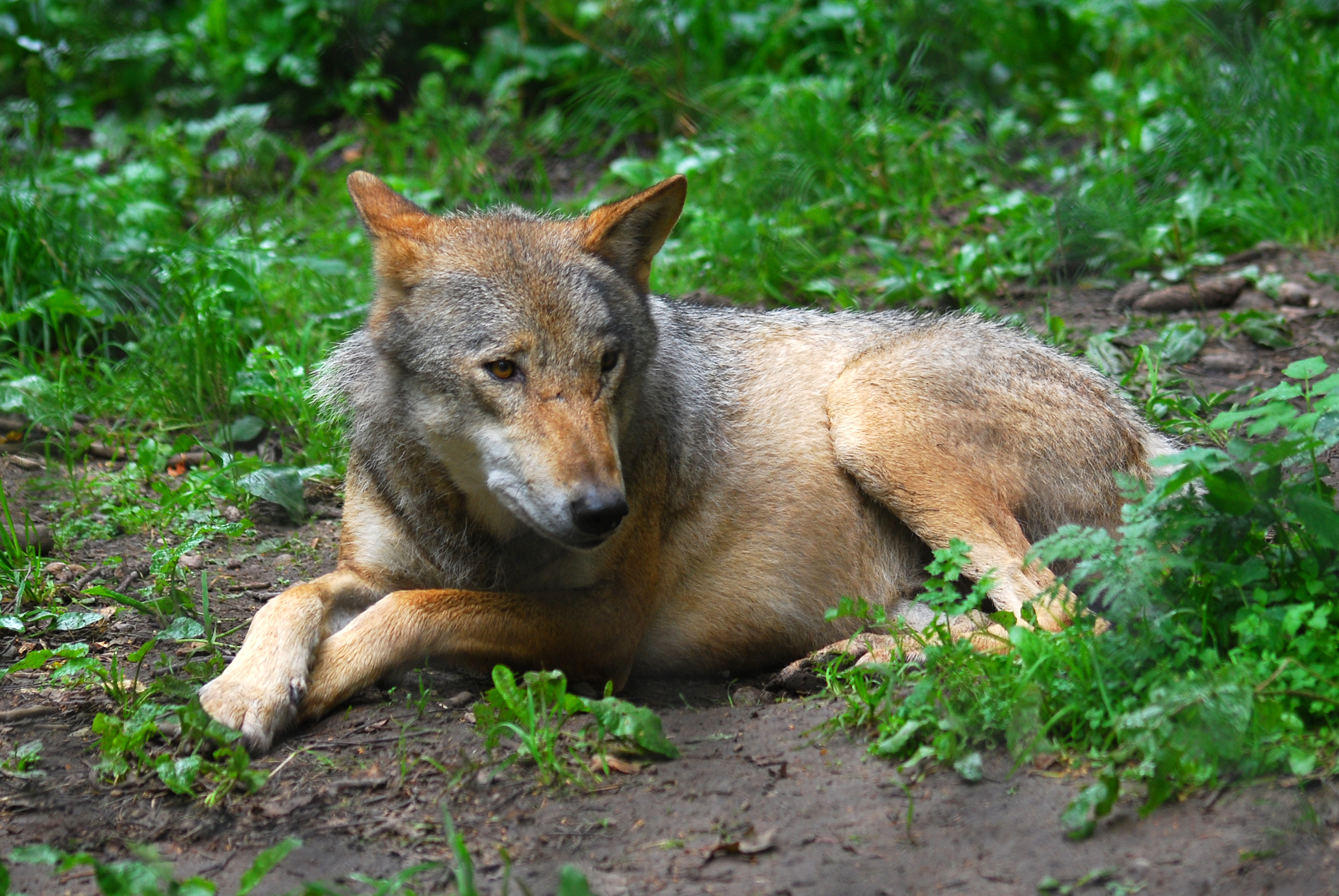
Wilk – osobnik ze stada w rezerwacie pokazowym Białowieskiego Parku Narodowego

### Przyczyny ochrony wilków
Wymieranie wilka szarego związane jest z rozwojem siedlisk ludzkich, co doprowadza do znacznego ograniczania wilczego środowiska. Wilk do przeżycia potrzebuje rozległego terenu – od 100 do 1000 km², zależnie od ilości pożywienia. Tak komfortowe warunki może dzisiaj mieć tylko na obszarze północnym, niezamieszkanym przez ludzi, lub na słabo zaludnionych terenach azjatyckich.

### Ochrona w Polsce
W Polsce wilk podlega ścisłej ochronie zgodnie z rozporządzeniem Ministra Środowiska z dnia 26 września 2001, które zastąpiło ochronę w oparciu o ustawy z roku 1998. Wcześniej, po II wojnie światowej, wilki były tępione – od 1955 za zabicie wilka lub zabranie szczenięcia z nory wypłacano premie (1000 zł za zabicie wilka w polowaniu indywidualnym, 500 zł – w zbiorowym, za wybranie szczeniąt z nory i ich likwidację – 200 zł), wyłączono je ze spisu zwierząt łownych. 6 czerwca 1960 roku minister leśnictwa w kolejnym zarządzeniu (Monitor Polski nr 55) dopuścił trucie ich luminalem i podwyższył premie do 1200 zł za zabicie wilka w polowaniu lub jego otrucie, 500 zł za wyśledzenie watahy; dodatkowe 500 zł należało się za ubicie wilka na terenie powiatów leskiego, przemyskiego, sanockiego i ustrzyckiego. W 1962 zezwolono na trucie wilków strychniną i sprowadzanym z Austrii cyonanem. Działania te doprowadziły do obniżenia liczebności populacji do około 100 osobników w 1973 roku. Tylko na terenie województwa rzeszowskiego liczebność wilków uległa zmniejszeniu z ponad 200 sztuk przed rokiem 1956 do 44 w roku 1970. Od 1956 do 31 marca 1971 ubito tam 1118 sztuk, rejestrując łącznie 1241 zlikwidowanych wilków, przy czym pewna ilość padła po spożyciu trucizny lub zranieniu i nie została odnaleziona. W 1975 zniesiono nagrody za zabicie wilka i wpisano go do wykazu zwierząt łownych. Pierwszym aktem prawnej ochrony wilka w Polsce było rozporządzenie 2/92 Wojewody Poznańskiego z dnia 13 kwietnia 1992 r. w sprawie gatunkowej ochrony zwierząt. Uznał on wilka za gatunek podlegający całkowitej ochronie na obszarze całego ówczesnego województwa poznańskiego. Od 1995 do 1998 stosowano nieskuteczną ochronę strefową, z możliwością odstrzałów w województwach krośnieńskim, przemyskim i suwalskim.
Obecnie zakazane są jakiekolwiek polowania na wilki, wilk został wykreślony z listy gatunków łownych. Dopuszczalne są jedynie odstrzały osobników niebezpiecznych lub atakujących stada w oparciu o zgodę Generalnego Dyrektora Ochrony Środowiska (na wniosek Konserwatora Przyrody). Za szkody poczynione przez wilki odpowiada Skarb Państwa. Pomimo ochrony prawnej, wilki padają ciągle ofiarą kłusowników.
Prawo krajowe
- Ochrona gatunkowa w Polsce – ochrona ścisła[49][50][51].
- Ochrona strefowa – strefa ochrony okresowej 500 m od nory (1.04–15.07). Rozporządzenie Ministra Środowiska z dnia 28 września 2004 r. w sprawie gatunków dziko występujących zwierząt objętych ochroną (Dz.U. z 2004 r. nr 220, poz. 2237).
- Rekompensata strat – za szkody w pogłowiu zwierząt gospodarczych. Ustawa z dnia 16 kwietnia 2004 r. o ochronie przyrody (Dz.U. z 2022 r. poz. 916 z dnia 30 kwietnia 2004 r. rozdz. 10).

Prawo międzynarodowe
- Konwencja berneńska – załącznik II (46 krajów – członków Rady Europy i 4 kraje afrykańskie).
- Konwencja waszyngtońska – załącznik II (Rozp. Rady WE 338/97 – załącznik A).
- Dyrektywa siedliskowa – załącznik II i IV.

Kategorie IUCN
- Czerwona lista IUCN (1996) – LR/lc (według Wolf Specialist Group).
- Europa – gatunek wysokiego ryzyka, narażony na wyginięcie (Włochy) lub gatunek niższego ryzyka, bliski zagrożenia i zależny od ochrony (Hiszpania, Portugalia i Polska).
- Czerwona lista zwierząt ginących i zagrożonych w Polsce – NT.
- Polska czerwona księga zwierząt – NT.
- Lista dla Karpat – VU (w PL – VU).

## Reintrodukcja wilka
Reintrodukcja wilka oznacza sztuczne przywracanie wilka na terytoria, w których został wytępiony. Jest ona przeprowadzana tylko na terenach, gdzie nadal istnieją duże połacie dzikich obszarów, obfitujące w zwierzynę, na którą wilki mogą polować. Reintrodukcja była tematem wielu debat i sporów, ponieważ ludzie obawiali się, że wilki mogą podchodzić pod wsie. Obecnie jednak uważa się ją raczej za dobre przedsięwzięcie, ponieważ wilki są ważnym składnikiem ekosystemu – zabijając słabe osobniki, utrzymują lokalną populację zwierzyny w dobrej kondycji. Reintrodukcje wilków przeprowadzano wyłącznie w USA.
Miejsca reintrodukcji:
USA
- Yellowstone (od 1995)
- Stan Idaho
- Arizona (wilk meksykański)

## Polowania na wilki
Polowania na wilki, a w szczególności na wilka szarego, mają nadal miejsce w wielu rejonach świata. Prowadzi się je w celach sportowych, dla cennych futer, dla ochrony zwierząt gospodarskich, a także motywuje się je ochroną ludzi przed atakami ze strony tych zwierząt. 

### Historia polowań
Polowania na wilki miały miejsce w średniowieczu, gdy zwierzęta te zaczęły podchodzić pod domostwa, a nawet żywić się ludzkimi, niepochowanymi zwłokami. Wilk był w owym czasie bardzo rozpowszechnionym gatunkiem. Z czasem coraz skuteczniejsze rodzaje broni i coraz szybsze środki transportu pozwalały skuteczniej niszczyć populację tego drapieżnika.
W Polsce duże stada wilków bytowały jeszcze w połowie XIX wieku. Polowano na nie – jak podano we wspomnieniach Zygmunta Platera z Białaczewa – na terenie guberni radomskiej. Z kolei Kazimierz Wodzicki w swoich Wspomnieniach z życia łowieckiego pisze, że w roku 1843 urządzano liczne łowy na wilki w okolicach Miechowa z powodu znacznej ich liczby w okolicy.
Do polowań na wilka bardzo często używano sideł i wnyków. Zwłaszcza te ostatnie uważane są za wyjątkowo brutalne, ze względu na rozległe rany, jakie zadają zwierzęciu. Często powodem było ich gęste futro (skóry wilków były surowcem dla przemysłu futrzarskiego).

### Obecnie
Azja Środkowa
W Azji polowania przeprowadzane są w bardzo niezwykły sposób – z wykorzystaniem ptaków, a konkretnie podgatunku orła przedniego. Te ptaki są tak szybkie i zwinne, że mogą zabić dorosłego wilka, uderzając z wielką prędkością w jego głowę.
Europa
W Europie liczebność wilka została znacznie zredukowana na przestrzeni wieków. Pomimo niewielkiej liczebności tych zwierząt w Skandynawii, rząd norweski zezwolił w 2001 na odstrzał dziewięciu wilków. Postawa wrogości wobec tych zwierząt wciąż jest silna, zwłaszcza w północnej Szwecji, mimo edukacji mającej na celu uświadomienie ludziom prawdziwej natury wilka i jego znaczenia w przyrodzie.
Kilka ras psów zostało specjalnie wyhodowanych do polowań na wilki lub do obrony żywego inwentarza przed nimi. Rosjanie tradycyjnie polują na wilki, wykorzystując takie psy jak borzoje i greyhoundy. Inne rasy wyspecjalizowane do walk z wilkami to np. wilczarz irlandzki.
W 2023 r. populacja wilka w Europie wynosiła 20.300 osobników, żyjących w 23 państwach europejskich, głównie na Bałkanach, w krajach skandynawskich, we Włoszech i Hiszpanii. W związku z naciskami środowisk hodowców bydła 25 września 2024 r. Unia Europejska dała „zielone światło” dla propozycji obniżenia statusu ochrony wilków z poziomu Aneksu II na poziom Aneksu III: propozycja uzyskała w Brukseli większość kwalifikowaną dzięki poparciu około piętnastu państw, w tym Francji i Niemiec.
Francja
We Francji żyje aktualnie ok. 1.000 wilków (1003 sztuki w 2023 r.). Około 20% z nich jest zabijanych każdego roku, aby uniknąć powtarzających się ataków i szkód w stadach owiec lub bydła. Przeciwnicy odstrzałów wilków podkreślają, że w 2022 r. we Francji odszkodowania za szkody wyrządzone przez wilki wyniosły cztery miliony euro, natomiast te za szkody spowodowane przez dziki i jeleniowate – 65 milionów euro. Limit odstrzału wilków zatwierdzony we Francji na 2024 r. wynosi 209 sztuk.
Stany Zjednoczone
W Stanach Zjednoczonych polowania na wilki są zakazane w 48 stanach.
Na Alasce legalne są powietrzne polowania, czyli polowania z pokładu samolotu. Mają one na celu redukcję populacji wilka i ochronę lokalnych populacji łosi i karibu. W 2000 odbyło się referendum, w którym mieszkańcy stanu opowiedzieli się przeciwko temu procederowi. Władze jednak w dalszym ciągu wydają pozwolenia na polowania z udziałem samolotów, z tym że w powietrzu służą one jedynie do lokalizacji wilków. Po wylądowaniu myśliwy poluje na nie już w tradycyjny sposób.
Polowania naukowców

Zwierzęta są chwytane w pułapki żywołowne, takie jak np. klatki z przynętą, lub zostają postrzelone specjalnym pociskiem ze środkiem usypiającym. W przypadku klatek zwierzę także jest usypiane. Następnie wilka bada się, pobiera próbki krwi i skóry, znakuje, a niekiedy zakłada specjalną obrożę z radionadajnikiem, mającą w przyszłości ułatwić lokalizację osobnika. Po czym zwierzę otrzymuje środek wybudzający i jest wypuszczane. Takie badania mają na celu lepsze zrozumienie biologii i zachowań wilków, a w konsekwencji lepszą ich ochronę.

## Wilk w kulturze

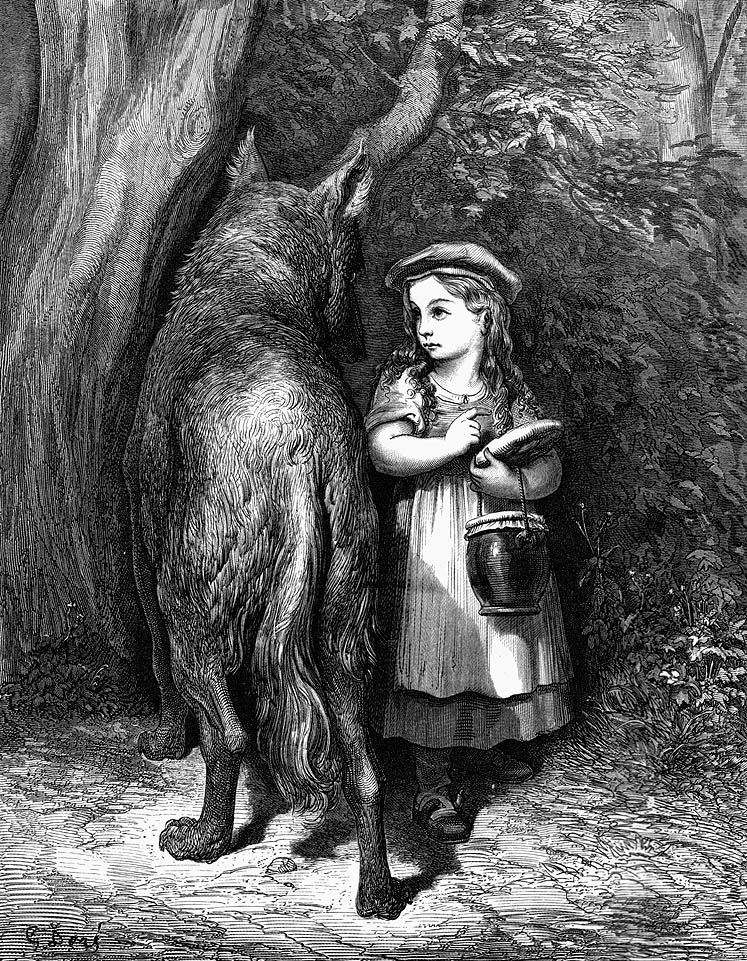
Ilustracja do Czerwonego Kapturka – Gustave Doré

Wilk występuje powszechnie w kulturze i wierzeniach wszystkich narodów zamieszkujących tereny, na których występuje. Od najdawniejszych czasów jest tematem mitów i legend, a od wynalezienia pisma także częstym motywem literackim. Dostrzeżono charakterystyczne cechy wilka, takie jak niezależność, zamiłowanie do wolności i bezkresnych przestrzeni, drapieżność, siłę, zdolność do zachowań społecznych, oraz skojarzono wilcze wycie z Księżycem.
Choć przeważa negatywny obraz wilka, niektóre jego cechy podziwiano. W kulturach animistycznych, w społeczeństwach gdzie dominowała kultura zbieracko-łowiecka, usiłowano w sposób magiczny pozyskać siłę wilka, obdarzyć nią myśliwych. Wilcze kły pełniły często funkcję amuletów, wilcze skóry przywdziewali szamani i wołchwowie podczas obrzędów. Także dla wojowników wilk bywał wzorem godnym naśladowania. Berserkowie mieli według wierzeń nordyckich dysponować wilczą mocą, obok niedźwiedziej.
W wielu kulturach wilk uosabiał siły demoniczne lub sam był demonem. W chrześcijaństwie obraz wilka był zdecydowanie negatywny, jeden z ojców Kościoła, święty Augustyn, interpretuje słowa Jezusa z Ewangelii (J 10,12 i J 8,44) następująco: „A kto jest wilkiem? Czyż nie diabeł? Wszak od początku był on zabójcą”. Do zaakceptowania dla chrześcijaństwa jest dopiero wilk przemieniony, „leżący z jagnięciem”, symbol nawróconego złoczyńcy. Taki obraz przedstawiają „Kwiatki świętego Franciszka”, w którym to dziele przedstawiono obraz wilka z Gubbio. Wilk ten, według legendy, za namową świętego przestał szkodzić ludziom i stał się ich przyjacielem. Jako źródło przypisywania wilkowi negatywnego wizerunku w chrześcijaństwie podaje się fakt, iż religia ta została założona przez ludność koczującą, utrzymującą się głównie z wypasu zwierząt. Wilk polując na zwierzęta będące podstawą ich egzystencji był poważnym problemem, ponieważ ochrona zwierząt hodowlanych przed wilkami wymagała stałego wysiłku.
W pierwotnych, pogańskich wierzeniach europejskich obraz wilka nie jest aż tak jednoznaczny. Można doszukać się analogii z chrześcijańskim diabłem w roli jaką podczas końca świata – Ragnarok – ma do spełnienia Fenrir, spętane zło zrywające się z magicznych łańcuchów, by przeciwstawić się boskiemu ładowi. Karę wygnania, banicji, nazywano wilczymi imionami, u Celtów na przykład jej nazwa to cú glas, a zatem „szary pies” lub „wilk”. W języku polskim funkcjonuje idiom „wilczy bilet”. W Eddzie szubienica to „wilcze drzewo”.
Z drugiej strony, występują mity o wilku – opiekunie ludzi, a nawet o wychowywaniu ludzi, najczęściej sławnych władców, przez wilki. Najbardziej znane to ten o Romulusie i Remusie, ale także o królu Celtów, Cormacu. Podobny mit występuje też w kulturze japońskiej. O ile los wilka za życia to „zły los”, to już wcielenie się w postać wilka po śmierci było nagrodą dla wojowników. Tak przedstawiają tę sprawę mitologie Bałtów oraz ludów północnej Europy – Finów czy Lapończyków. Powszechna była także wiara w wilkołactwo – zdolność ludzi do przybierania, za sprawą czarów, wilczej postaci. Najczęściej losu wilkołaka doznawała ofiara czyichś czarów lub przekleństwa, była to okrutna kara.
W kulturach azjatyckich dla odmiany wilk postrzegany jest pozytywnie. Mongołowie i część ludów tureckich uważają wilka za swego mitycznego przodka. Wilk występuje w godle narodowym Czeczenów i Gagauzów. Dla Japończyków jest strażnikiem gór i przyjacielem ludzi, zwłaszcza rolników. W mitologii chińskiej pełni rolę strażnika Niebiańskiego Pałacu, ale i próbuje pożreć Słońce podczas zaćmienia.
W kulturach indiańskich dość trudne jest oddzielenie mitów o wilku od tych dotyczących kojota czy szakala, bywa, że zwierzęta te występują zamiennie w różnych wersjach tych samych mitów.
Literatura, sztuka, film i gry komputerowe wykorzystują i przetwarzają zastane wzorce kulturowe na temat wilka. Zatem i tu obraz wilka jest w większości wypadków negatywny. Wilk jest symbolem drapieżności, zła, okrucieństwa, często zagrożenia. Istnieją jednak wyjątki od tej reguły. Już w „Kwiatkach świętego Franciszka” pozytywnie przedstawiony jest wilk, lecz jedynie wyzuty z naturalnych, wilczych cech.
Pozytywny obraz wilka „dzikiego” przedstawiają niektóre dzieła romantyków. W literaturze polskiej Adam Mickiewicz przypomniał legendę o żelaznym wilku, który przyśnił się księciu Giedyminowi i wyznaczył miejsce założenia Wilna.
Wilczą niezależność i dumę podkreśla fragment bajki Pies i wilk Jeana de la Fontaine’a przetłumaczony na język polski przez Adama Mickiewicza: „lepszy na wolności kęsek lada jaki, niźli w niewoli przysmaki”. W literaturze anglojęzycznej wilka opiewali m.in. James Oliver Curwood, Jack London czy Michael Blake.
Literatura
- anonim: Kwiatki Świętego Franciszka (wilk z Gubbio)
- baśnie: Czerwony Kapturek, Trzy małe świnki, Lis i wilk
- Michael Blake: Tańczący z wilkami
- James Oliver Curwood: Bari, syn Szarej Wilczycy, Szara Wilczyca, Błyskawica
- Hermann Hesse: Wilk stepowy
- Rudyard Kipling: Księga dżungli
- Jack London: Biały Kieł, Zew krwi
- Farley Mowat: Nie taki straszny wilk
- Michelle Paver: Wilczy brat
- Clarissa Pinkola Estés: Biegnąca z wilkami

Filmy
- Jin-Roh
- Biały Kieł
- Młode wilki
- Tańczący z wilkami
- Wilk – reż. M. Nichols
- Wilk i Zając
- Wolf’s Rain
- Zakochany wilczek (ang. Alpha and Omega) – reż. Ben Gluck i Anthony Bell
- Przetrwanie (ang. The Grey) – reż. Joe Carnahan
- Piotruś i wilk (ang. Peter and the Wolf) – reż. Suzie Templeton

Legendy i mity
- starożytny Rzym – wilczyca karmiąca Romulusa i Remusa
- Skandynawia – Fenrir
- Chiny – Niebiański Wilk połykający Słońce podczas zaćmienia
- Turcja i Mongolia – oba narody uważają się za potomków wielkiego Szarego Wilka
- kultury indoeuropejskie – wilkołactwo, wiara w możliwość przemiany człowieka w wilka
- czeczeńska legenda o wilczycy

Sztuki plastyczne
| Wilczyca kapitolińska                           | Tsukioka Yoshitoshi Pełnia w Mushasi |
| Józef Chełmoński Napad wilków                   | Tsukioka Yoshitoshi Pełnia w Mushasi |
| Alfred Kowalski-Wierusz Zaatakowani przez wilki | Tsukioka Yoshitoshi Pełnia w Mushasi |

- Józef Brandt: Napad wilków (obraz)
- Wojciech Kossak: Ucieczka na koniu przed wilkami (obraz)
- Julian Fałat: Los i wilk w lesie zimą (obraz)

Kultura masowa
- Zespół Wilki
- Zespół Wolfchant
- Zespół Powerwolf
- Pieśń Jacka Kaczmarskiego – Obława[56]
- „Of Wolf and Man” – Metallica
- „A Wolf at the Door” – Radiohead
- „In the Year of the Wolf” – Motörhead
- „7 Days to the Wolves” – Nightwish
- „Full Moon Madness” – Moonspell
- „Wolf and Raven” – Sonata Arctica
- „Big Bad Wolf” – In This Moment
- „Wilcze stado” – Lady Pank
- „Wilki idą” – Lady Pank
- „Marsz Wilków” – TSA
- „She Wolf” – Megadeth
- „Świeci Luna” – DonGURALesko
- „She Wolf” – Shakira
- „She Wolf (Falling to Pieces)” – David Guetta
- „Wolf & I” – Oh Land
- „Wilki dwa” – Luxtorpeda
- „Wilk” – Kacper x PSR feat Słoń, Jongmen
- Wilk chodnikowy – Bisz
- „Wilk” – Renata Przemyk

Wilk w powiedzeniach i przysłowiach
- Wilczy bilet – negatywna referencja lub opinia pisemna
- Głodny jak wilk – osoba bardzo głodna
- Bajka o żelaznym wilku
- Wilk morski – stary, doświadczony marynarz
- Wilcze prawo – bezprawie, prawo silniejszego
- Człowiek człowiekowi wilkiem (łac. Homo homini lupus (est))
- I wilk syty, i owca cała – pomyślne dla wszystkich stron załatwienie sprawy.
- Natura ciągnie wilka do lasu
- O wilku mowa(, a wilk tuż) – przywitanie kogoś, o kim właśnie toczy się rozmowa
- Nosił wilk razy kilka, ponieśli i wilka – o człowieku, któremu odpłacono za jego czyny
- Wilk w owczej skórze – niewiniątko
- Nie wywołuj wilka z lasu – zabobonna przestroga przed mówieniem o rzeczy, która może się zdarzyć
- Nie taki wilk straszny, jak go malują

## Filatelistyka
Poczta Polska wyemitowała 25 maja 1985 r. serię znaczków pocztowych przedstawiających wilka szarego. W serii były cztery znaczki o nominałach: 5, 10, 10 i 20 złotych. Na poszczególnych znaczkach ukazano: dwa wilki zimą, głowę wilka zimą, waderę z młodymi latem oraz dwa wilki latem. Autorem projektu znaczka był Jacek Brodowski. Znaczek pozostawał w obiegu do 31 grudnia 1994 r.
Polskie znaczki pocztowe z motywem Wilk
1965-seria „Zwierzęta leśne” – katalog Fischer – numer 1486
1968- seria „Łowiectwo w malarstwie” – „Napad wilków” – obraz Alfreda Wierusza-Kowalskiego – katalog Fischer 1745
1973 r. seria „Zwierzyna łowna” katalog Fischer – 2100.
1977 – seria „Ochrona środowiska -ginące gatunki” – katalog Fischer 2357
2002 -seria „Ssaki i ich młode” – katalog Fischer 3812

### Literatura polska
- Henryk Okarma, Monografie przyrodnicze – Wilk, Wydawnictwo Lubuskiego Klubu Przyrodników, Świebodzin 1997.
- Henryk Okarma, Wilk – monografia przyrodniczo-łowiecka. Wyd. Białowieża, 1992.
- Henryk Okarma, Wilk, Canis lupus (Linne, 1758). W: Polska Czerwona Księga Zwierząt. Red. Z. Głowaciński PWRiL, Warszawa 2001.
- Bogumila Jędrzejewska, Włodzimierz Jędrzejewski Ekologia zwierząt drapieżnych Puszczy Białowieskiej. Wydawnictwo Naukowe PWN, 2001, Warszawa.
- Andrzej Bereszyński, Wilk (Canis lupus Linnaeus, 1758) w Polsce i jego ochrona, Poznań 1998.
- Tadeusz Kaleta, Dzikie psy i hieny. WP, Warszawa 1998.
- Tadeusz Kaleta, Katarzyna Fiszdon, Wybrane zagadnienia z genetyki i zachowania się psów, Wydawnictwo SGGW, 1999.
- Rafał T. Kurek, Populacja wilka (Canis lupus L.) i rysia (Lynx lynx L.) w zachodniej Polsce w latach 1900–2001. Zasięg, rozmieszczenie, perspektywy rozwoju populacji. Towarzystwo Ekologiczne „Ziemia Przede Wszystkim”, Poznań 2002: 3 – 58.
- Sabina Nowak, Robert W. Mysłajek – Tropem wilka. Stowarzyszenie dla Natury „Wilk”, Godziszka 2000.
- Sabina Nowak, Robert W. Mysłajek – Ochrona zwierząt hodowlanych przed wilkami. Stowarzyszenie dla Natury „Wilk”, Godziszka 1999.
- Sabina Nowak, Robert W. Mysłajek – Poradnik ochrony zwierząt hodowlanych przed wilkami. Stowarzyszenie dla Natury „Wilk”, Twardorzeczka 2006.
- Vitus B. Droscher „Zachowania zwierząt. Skuteczne strategie przetrwania.” Grupa Wydawnicza Bertelsmann Media Warszawa 2001

### Literatura obcojęzyczna
- L. David Mech, The Wolf: The Ecology and Behavior of an Endangered Species (1970).
- L. David Mech, The Way Of The Wolf.
- L. David Mech, The Arctic Wolf: Ten Years with the Pack.
- L. David Mech, Luigi Boitani, Wolves: Behavior, Ecology, and Conservation (2003).
- Barry Holstun Lopez, Of Wolves and Man.
- R. D. Lawrence, Trail of the Wolf.
- Patricia A. Goodmann, Erich Klinghammer, Wolf Ethogram. Ethology Series No.3, North American Wildlife Park Foundation, Battle Ground, 1990, s. 1–31.
- Erik Zimen, Der Wolf. Mythos und Verhalten. Meyster Verlag GmbH, Wien 1980.
- Bibikov DI, The wolf: History, systematics, morphology, ecology, 1985. Moscow.
- Bibikov DI, Wold behaviour (A collection of scientific papers), 1980. Moscow.
- Nikolsky, AA, Frommolt, KH, Wolf’s acoustic activity, 1989. Moscow.
- J. Sabine: Zoological Appendix. W: J. Franklin: Narrative of a journey to the shores of the polar sea, in the years 1819, 20, 21, and 22. Londyn: John Murray, 1823, s. 647–703. (ang.).
- Edmund C. Jaeger, Source-book of biological names and terms, wyd. 1, Springfield: Charles C. Thomas, 1944, s. 1–256, OCLC 637083062 (ang.).

### Strony internetowe
- Wilk (''Canis lupus'') [online], Zakład Badania Ssakow PAN w Bialowiezy [dostęp 2008-08-12].
- T. & J. Smith Dewey, Canis lupus [online], (On-line), Animal Diversity Web, 2002 [dostęp 2008-08-12] (ang.).*
- Teaching the World about Wolves [online], International Wolf Center [dostęp 2008-08-15] (ang.). strona główna serwisu
- Biznes i styl
- Stowarzyszenie Dla Natury „WILK” [online], polskiwilk.org.pl [zarchiwizowane z adresu 2018-02-16].

### Artykuły
- Bereszynski A., Pietruszczynska M., Jindra I., Wieckowski J., Skrobala D. Badania porównawcze behawioru wilka Canis lupus i psa domowego Canis familiaris w warunkach hodowlanych. „Roczniki Akademii Rolniczej w Poznaniu. Zootechnika”. 51, s. 27–53, 1999.
- Bereszynski A., Kraśkiewicz A., Dworakowski W., Wieckowski J. Badania aktywności głosowej wilków, Canis lupus, w cyklu rocznym, w warunkach hodowlanych. „Roczniki Akademii Rolniczej w Poznaniu. Zootechnika”. 52, s. 25–38, 2000.
- Bereszynski A., Kala B., Wieckowski J. Występowanie wilka (Canis lupus Linnaeus, 1758) w Polsce Zachodniej. „Roczniki Akademii Rolniczej w Poznaniu. Zootechnika”. 53, s. 3–24, 2001.
- Sabina Nowak, Robert W. Mysłajek. Problemy ochrony wilka Canis lupus w Polsce. „Przegląd Przyrodniczy”, s. 3–4, X 1999.

### Wydawnictwa okresowe
- Biuletyny Stowarzyszenia dla Natury „Wilk” – Wilcza Sieć.

### Literatura piękna i inne wydawnictwa
- Adolf Dygasiński – Wilk, psy i ludzie.
- Farley Mowat – Nie taki straszny wilk (Never Cry Wolf).